# Tiwaz Patera
La Tiwaz Patera è una struttura geologica della superficie di Io.